# TN (DM Command)
TN (TO_NEXT_WINDOW)とは、アポロコンピュータ社のコンピュータに搭載されていたウィンドウシステム（ディスプレイマネージャ）で利用できた、制御コマンド『DMコマンド』の一つ。

## 概要
TN コマンドは、カーソルを次のウインドウに移動する。

## 利用法
TN はスクリーン上の全く隠されていない次のウインドウにカーソルを移動する。
他のウインドウにより部分的に隠されているウィンドウはサーチの対象とならない。
DM は，左上角の一番高い（つまり Y 座標の最も少ない）ものを選びながら、スクリーンを左から右、上から下へスキャンして次のウインドウを探す。
ウインドウ内にいくつかのペインがある場合は、つぎのウインドウへいく前にペインがなくなるまでカーソルは下のペインへと移動していく。
いったん次のウインドウに移動すると DM はカーソルをそのウインドウでの以前の位置に移動する。
デフォルトでは＜NEXT WNDW＞キー（LB）がこのコマンドを呼出す．